# 이화공영
이화공영은 토목 및 건축 사업을 영위하는 코스닥 상장 기업으로, 1956년 동지(주)로 설립되어 지금까지 이어져 온 중견업체이다. 매출구성은 건축 94%, 토목 6% 가량으로 이루어진다. 2025년 4월 1일 이화공영은 서울회생법원에 회생절차 개시와 회사 재산 보전처분 등을 신청했으며 2024년도 재무제표와 관련해 ‘계속 기업 존속 능력 불확실성’을 이유로 감사 의견도 거절되어 코스닥 시장본부는 4월 23일까지 이의신청이 없을 경우 이화공영에 대한 상장폐지 절차를 진행하겠다고 공지했다.

## 사업
2013년에는 한국콜마의 화장품공장 신축 공사를 수주했으며, 2014년에는 한라힐링파크 관광숙박시설 조성공사 및 경기 용인시 기흥구 고매동의 연수원 신축공사 등을 수주했다.
이화공영은 증시에서 꽤 잘 알려진 종목인데, 그 이유는 대한민국 증시 역사에서 가장 유명한 테마주 중의 하나이기 때문이다. 2007년 대선 당시 이명박 테마주로 묶여 주가가 무려 25배 가까이 급등하며 테마주의 대명사로 증시에서 이름을 날렸다.

## 대선 테마주
시가총액 1,000억원 이하로 건설업체 치고는 회사 규모가 작은 편이나, 2007년 한반도 대운하 공약을 내건 이명박 후보가 높은 지지율을 보이자, 관련 공사의 대규모 수주 가능성에 대한 기대로 크게 오른 일이 있다. 2007년 주식시장에서는 이화공영·특수건설·삼호개발·동신건설 등이 가장 뜨거운 테마주였는데, 이들 대운하 테마주 중에서 가장 많이 오른 대장주는 이화공영이었다.
2007년 8월 2일 2,620원이었던 이화공영은, 이명박 후보가 당내 경선에서 승리하여 대선후보로 확정되자 주가가 폭등, 같은 해 12월 7일에는 67,400원으로 약 4개월 만에 2472.5%라는 폭발적인 상승률을 기록했다. 그 후로 주가는 다시 가라앉아 2,925원까지 내려갔다.

## DMZ 세계평화공원 테마주
이명박 후보 당선으로 재료가 소멸되자, 그 후로는 DMZ 세계평화공원 테마주로 인식되며 남북관계 등에 영향받으며 등락하는 모습을 보이고 있다. 이는 이화공영이 파주에 50억원대 토지를 보유하고 있기 때문으로, 파주에 공장 부지를 보유한 하츠와, 파주에 통합사업장을 준공해 이전한 루보를 비롯, 파주에 200억대 토지를 보유하고 있는 지엠피 등과 같은 계열의 테마로 인식된다.

## 같이 보기
- 테마주
- 정치테마주
- 대한민국 제17대 대통령 선거
- 한반도 대운하
- 4대강 정비 사업